# Этот красавчик Браммелл
«Этот красавчик Браммелл» (англ. Beau Brummell: This Charming Man) — фильм режиссёра Филиппы Лоуторп, вышедший в 2006 году.
Фильм рассказывает об английском денди Джордже Браммеле, снят по книге Иэна Келли.

## Сюжет
Джордж Браммелл — английский денди эпохи Регентства, который считается создателем классического мужского костюма. Он научил мужчин одеваться по-мужски, чистить зубы, мыться хотя бы раз в день.
Джордж Браммелл вхож ко дворцу, и делится секретом с будущим королем Англии Георгом IV, консультируя его по поводу его свадебного наряда, и приглашает принца крови на обед вместе со своими друзьями. Браммел назначается советником по портняжным делам принца Уэльского, меняет его гардероб, а все его долги погашаются. 
Браммелл и принц становятся друзьями, играющими в азартные игры в клубах Лондона, напрягая свои финансы и отношения с другими.
Браммелл очаровывается лордом Байроном и игнорирует приглашение принца, чтобы насладиться вместе с Байроном благосклонностью мисс Джулии. Его слуга Робинсон вынужден вмешаться.
В конце концов Джордж ссорится с принцем. Браммелл находится между своими кредиторами, желающими получить оплату по счёту и своими высокопоставленными знакомыми. 
Джордж Браммел тайно бежит во Францию.

## В ролях
- Джеймс Пьюрфой — Джордж Браммел
- Филип Дэвис — Робинсон, слуга Браммела
- Мэттью Риз — лорд Байрон
- Хью Бонневилль — принц-регент Джордж
- Зои Тэлфорд — Джулия
- Энтони Калф — Фредерик, герцог Йоркский
- Ребекка Джонсон — герцогиня Йоркская
- Эллиот Леви — Тейлор
- Джастин Сэлинджер — Ричард Мейлер
- Джонатан Арис — Маркиз Вустер
- Николас Роу — лорд Чарльз Манерс
- Иэн Келли — лорд Роберт Манерс
- Джон Телфер — щеголь
- Тим Хадсон — щеголь
- Дэниэл Файн — продавец тканей
- Ник Ричардс
- Макс Гелл
- Говард Коггинс — Эдвард

## Съёмочная группа
- Автор сценария: Саймон Бент
- Режиссёр: Филиппа Лоуторп
- Оператор: Грэхэм Смит
- Продюсер: Дэвид Эдгар
- Композитор: Питер Салем
- Художники:
  - Элис Норрис
  - Марджи Бэйли
- Монтаж: Дэйв Трэшер